# Kameruńska Konwencja Baptystyczna
Kameruńska Konwencja Baptystyczna (ang. Cameroon Baptist Convention) – chrześcijańska denominacja baptystyczna w Kamerunie. Jest częścią Światowego Związku Baptystycznego, a jej siedziba znajduje się w Bamenda.
Konwencja została rozpoczęta w 1841 roku przez misjonarzy BMS World Mission z Anglii i Jamajki. Formalnie założona w 1954 roku, rozrosła się do 218 230 członków, w 1529 zborach, w 2017 roku.